# Roberto Frigerio
Roberto Frigerio (Le Havre, 16 mei 1938) is een Zwitsers voormalig voetballer die speelde als aanvaller.

## Carrière
Frigerio speelde gedurende zijn carrière voor FC Chiasso, FC Schaffhausen, FC Basel, La Chaux-de-Fonds, Lausanne-Sport en AC Bellinzona. Hij won drie keer de beker en werd één keer landskampioen met Basel.
Hij speelde één interland voor Zwitserland en nam met zijn land deel aan het WK 1962 in Chili.

## Erelijst
- La Chaux-de-Fonds
  - Zwitserse voetbalbeker: 1961
- Lausanne-Sport
  - Zwitserse voetbalbeker: 1964
- FC Basel
  - Landskampioen: 1967
  - Zwitserse voetbalbeker: 1967